# Четвертий перископ
«Четвертий перископ» — радянський художній фільм, знятий режисером Віктором Ейсимонтом в 1939 році на кіностудії «Ленфільм». Прем'єра фільму відбулася 25 грудня 1939 року.

## Сюжет
Дія фільму відбувається в передвоєнні роки. В ході військово-морських навчань три підводні човни умовного противника повинні «атакувати» радянський лінкор. У розпалі «бою» несподівано з'являється четвертий перископ, який свідчить про появу невідомого четвертого підводного човна. Виникає питання «свій він, або чужий?». Це питання має вирішити командир міноносця «Відважний». Лінкору загрожує реальна небезпека, якщо невідомий підводний човен опиниться ворожим. Однак четвертий перископ може належати і радянському човну «Спрут», що збився з курсу, який не повинен перебувати у цьому місці. Есмінець «Відважний» посилає позивні, але відповіді не отримує. Справа не терпить зволікань. Але в ці роки діє принцип «не піддаватися на провокації!». Але рішення за командиром.

## У ролях
- Борис Блінов —  Володимир Крайнєв, командир ескадреного міноносця «Відважний»
- Володимир Честноков —  Григорій Крайнєв, командир підводного човна «Спрут», брат Володимира Крайнєва
- Марія Домашова —  мати братів Крайнєвих
- Костянтин Нассонов —  Зотов, комісар ескадреного міноносця «Відважний»
- Валентин Архипенко —  Струнко, комісар підводного човна «Спрут»
- Володимир Лукін —  Льоша Демічев, сигнальник
- Сергій Морщихин —  командувач, флагман-адмірал
- Павло Волков —  член Військової Ради, бригадний комісар
- Лев Шостак —  Шнеєрсон, старпом міноносця «Відважний», лейтенант
- Георгій Кранерт —  Куронт, власник яхти «Хільда»
- Олександр Нежданов —  капітан «Хільди»
- Іван Дмитрієв —  командир Епроновців
- Володимир Чобур —  матрос (немає в титрах)
- Микола Крюков —  матрос (немає в титрах)
- Михайло Дубрава —  епізод (немає в титрах)
- Юрій Фомічов —  епізод (немає в титрах)

## Знімальна група
- Сценарій — Георгій Венеціанов, Г. Блауштейн
- Постановка режисера — Віктор Ейсимонт
- Асистент режисера — Михайло Розенберг
- Головний оператор — Володимир Рапопорт
- Художники — Абрам Векслер, Іван Знойнов
- Композитори — Борис Гольц, Венедикт Пушков
- Звукооператор — Н. Бутаков
- Оператори — А. Тихонов, Г. Шурков
- Консультант — П. Іванов
- Директор — І. Провоторов